# 巴丹區
巴丹區是索馬利亞的一個區級行政區。此區曾為索馬利蘭共和國東部萨纳格州的一部分，2007年7月1日成為剛獨立的马希尔国的一部分，2009年1月马希尔国被併入索馬利亞的邦特蘭國。，首府為巴丹。

## 外部鏈結
- 巴丹在Google地圖上的位置